# لودویگ هوفمان (معمار)
 لودویگ هوفمان (انگلیسی: Ludwig Hoffmann؛ ۳۰ ژوئیهٔ ۱۸۵۲ – ۱۱ نوامبر ۱۹۳۲) یک معمار اهل آلمان بود.